# Dasineura sulcata
Dasineura sulcata är en tvåvingeart som beskrevs av Kolesik, Adair och Eick 2005. Dasineura sulcata ingår i släktet Dasineura och familjen gallmyggor. Inga underarter finns listade i Catalogue of Life.